# West Green (Londres)
West Green est une zone anglaise située au nord de Londres, dans le borough londonien de Haringey.